# 深さ (環論)
可換およびホモロジー代数において、深さ、深度 (depth) は環と加群の重要な不変量である。深さはより一般に定義できるが、考察される最も一般的なケースは可換ネーター局所環上の加群のケースである。この場合、加群の深さはAuslander-Buchsbaum の公式によってその射影次元と関係する。深さのより初等的な性質は不等式
{\displaystyle \mathrm {depth} (M)\leq \dim(M),}
である、ただし dim M は加群 M のクルル次元を表す。深さはよい性質をもつ環と加群のクラスを定義するのに使われる。例えばコーエン-マコーレー環と加群で、これは等号が成り立つ。

## 定義
R を可換ネーター環、I を R のイデアル、M を IM が M に真に含まれるという性質をもつ有限 R-加群とする。このとき M の I-深度 (I-depth) は、 M の grade とも呼ばれるが、
{\displaystyle \mathrm {depth} _{I}(M)=\min\{i:\operatorname {Ext} ^{i}(R/I,M)\neq 0\}}
と定義される。定義によって、環 R の深度は自身の上の加群としてのその深度である。
David Rees による定理によって、深度は正則列の概念を用いて特徴づけることもできる。

### 定理 (Rees)
R を可換ネーター局所環でその極大イデアルを {\displaystyle {\mathfrak {m}}} とし、M を有限生成 R-加群とする。このとき M のすべての極大正則列 x1,..., xn、ただし各 xi は {\displaystyle {\mathfrak {m}}} に属する、は M の {\displaystyle {\mathfrak {m}}}-深度と同じ長さ n をもつ。

## 深さと射影次元
可換ネーター局所環上の加群の射影次元と深さは互いに相補的である。これは Auslander–Buchsbaum の公式の内容である。これは基礎理論的に重要であるばかりでなく、加群の深さを計算する効率的な方法を提供してくれる。R を可換ネーター局所環でその極大イデアルを {\displaystyle {\mathfrak {m}}} とし、M を有限生成 R-加群とする。M の射影次元が有限であれば、Auslander–Buchsbaum の公式が述べているのは
{\displaystyle \mathrm {pd} _{R}(M)+\mathrm {depth} (M)=\mathrm {depth} (R).}

## 深さ0の環
可換ネーター局所環 R が深さ 0 をもつこととその極大イデアル {\displaystyle {\mathfrak {m}}} が素因子であることと同値である。あるいは同じことだが、R の 0 でない元 x が存在して {\displaystyle x{\mathfrak {m}}=0} （すなわち x は {\displaystyle {\mathfrak {m}}} を零化する）。これが意味するのは、本質的に、閉点が埋め込まれた成分であるということだ。
例えば、環 {\displaystyle k[x,y]/(x^{2},xy)} （ただし k は体）は原点に埋め込まれた二重点をもつ直線 ({\displaystyle x=0}) を表現するが、原点において深度 0 をもつが次元は 1 である。これはコーエン・マコーレーでない環の例を与える。